# Биологические пестициды
Биологические пестициды (биопестициды) — несколько типов препаратов для биологической борьбы с вредителями, содержащихся в живых организмах и продуктах их жизнедеятельности.
Термин имеет различные значения
- В Евросоюзе под биопестицидами понимают пестициды, получаемые с помощью микроорганизмов или из природных продуктов[2].
- В США EPA понимает под биопестицидами встречающиеся в природе вещества, которые контролируют вредителей, микроорганизмы, которые контролируют вредителей и вещества, производимые растениями за счет внедренных генетических материалов (plant-incorporated protectants, PIP)[3].

Биологические инсектициды включают продукты на основе:
- Энтомопатогенные бактерии (например Bacillus thuringiensis)
- Энтомопатогенные грибки (например Metarhizium anisopliae)
- Энтомопатогенные нематоды (например Steinernema feltiae)
- Энтомопатогенные вирусы (например Cydia pomonella грануровирус (CpGV))
- Антисмысловые олигонуклеотиды (например ДНК-инсектициды[4])

Основные достоинства микробиологических средств защиты растений
- Высокая эффективность при правильном применении
- Избирательность действия в отношении широкого спектра вредных насекомых и фитопатогенов
- Высокая экологичность
- Возможность решения с помощью микробиологических средств защиты растений проблемы устойчивости популяций насекомых-вредителей и фитопатогенов к химическим пестицидам
- Совместимость с химическими и биологическими пестицидами.